# Parc national de Kanger Ghati
Le parc national de Kanger Ghati est situé dans l'État du Chhattisgarh en Inde.

## Galerie d'images

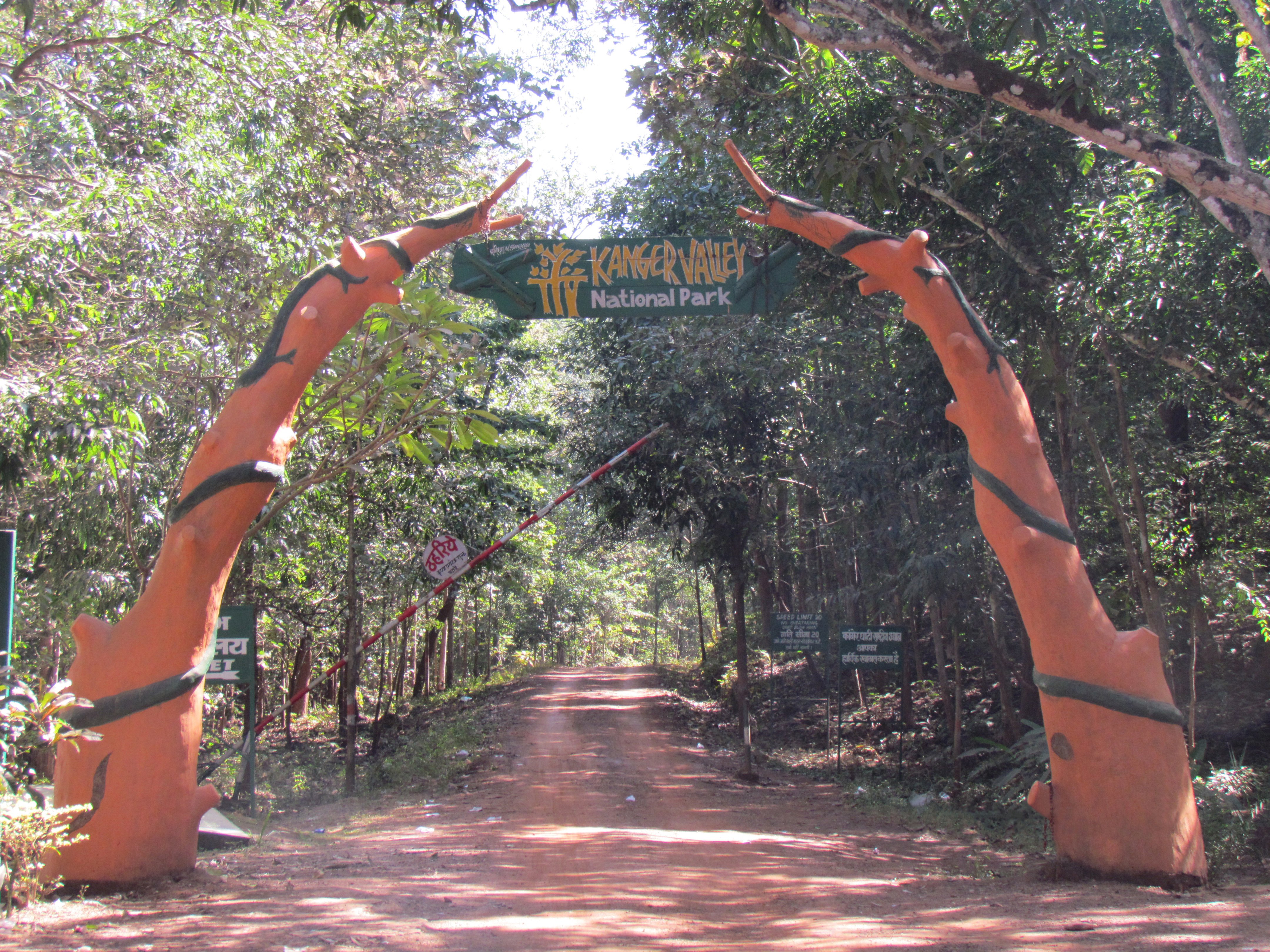
Entrée du parc.
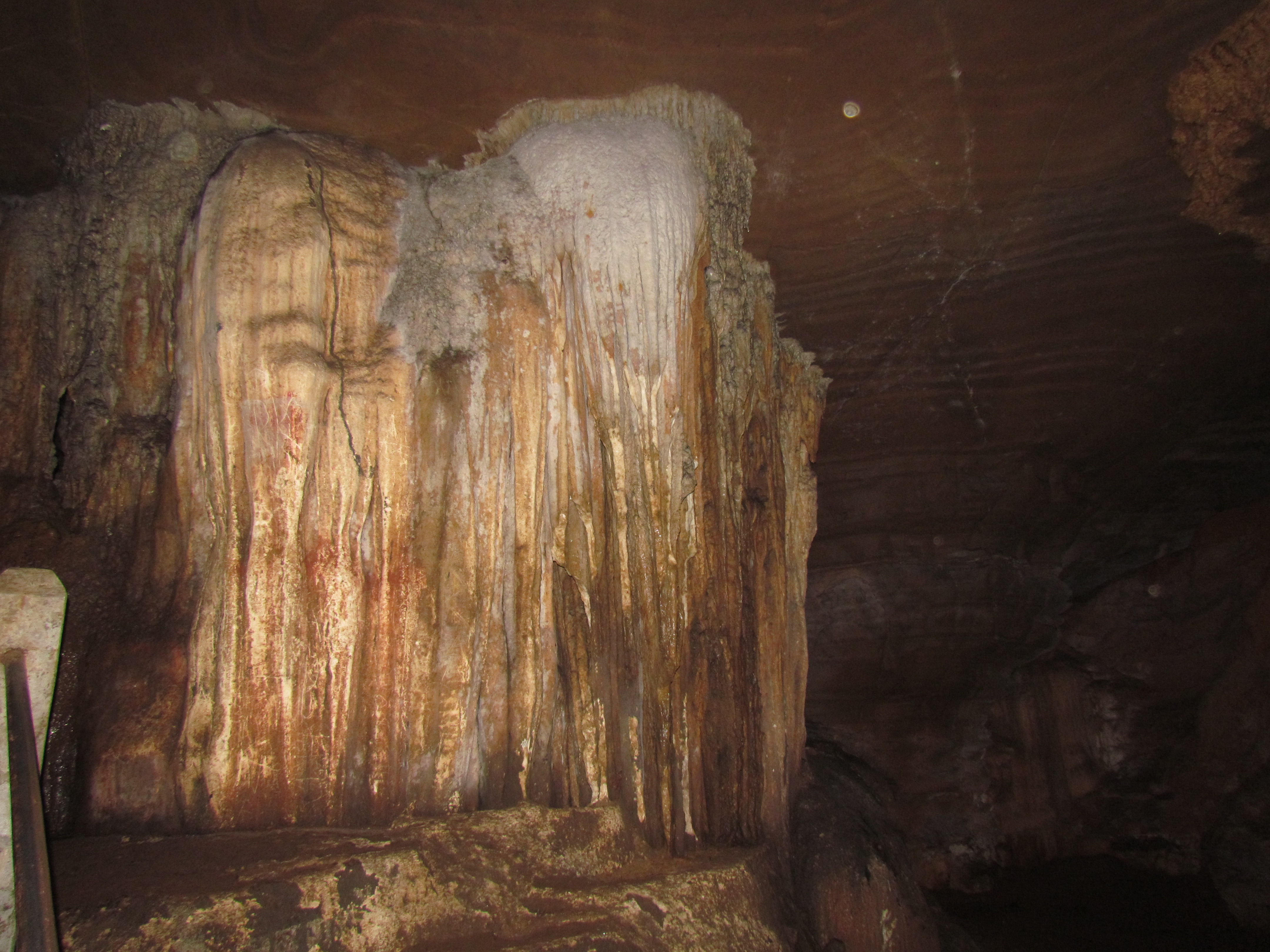
Grottes de Kotumsar.
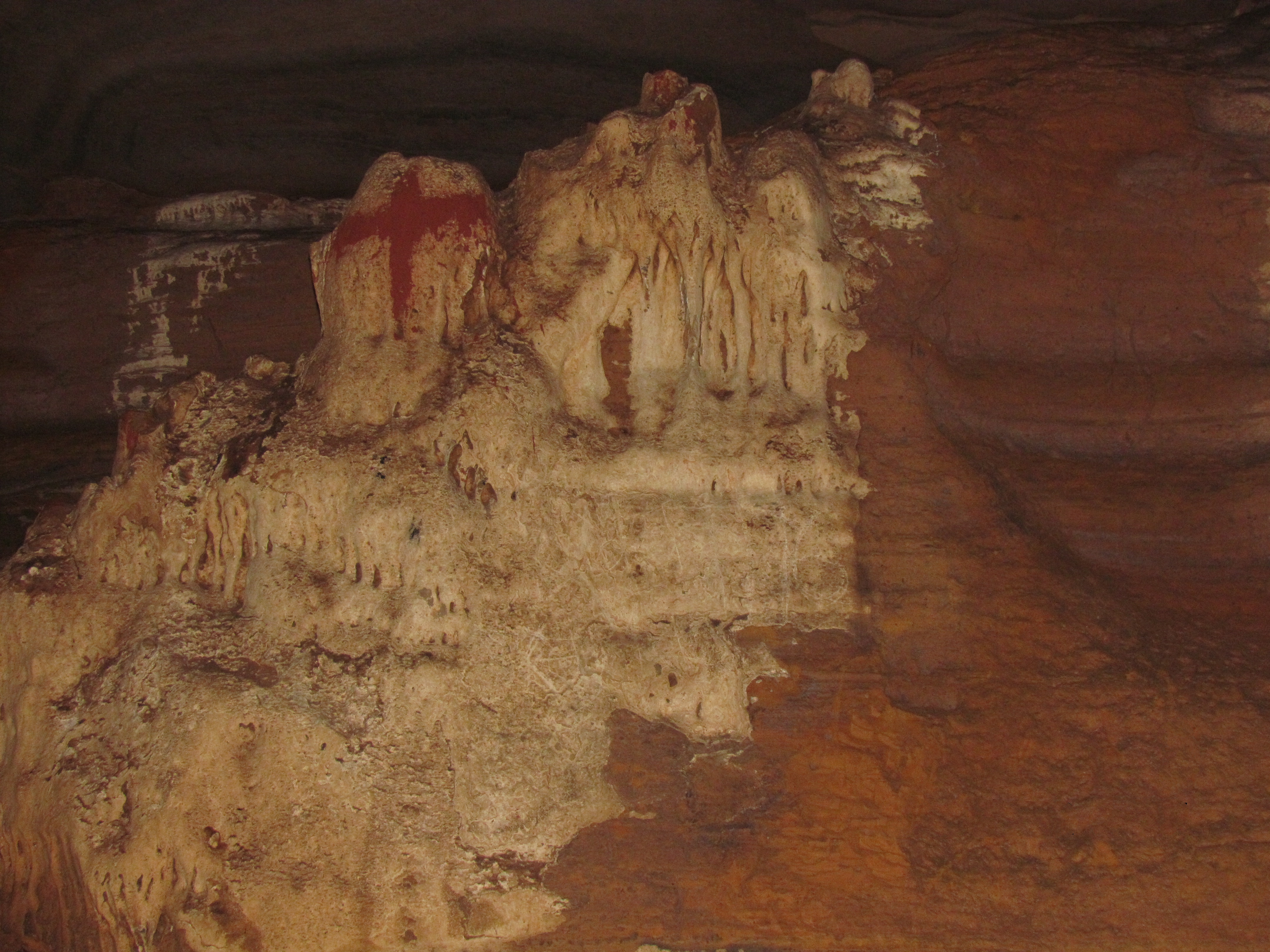
Grottes de Kotumsar.
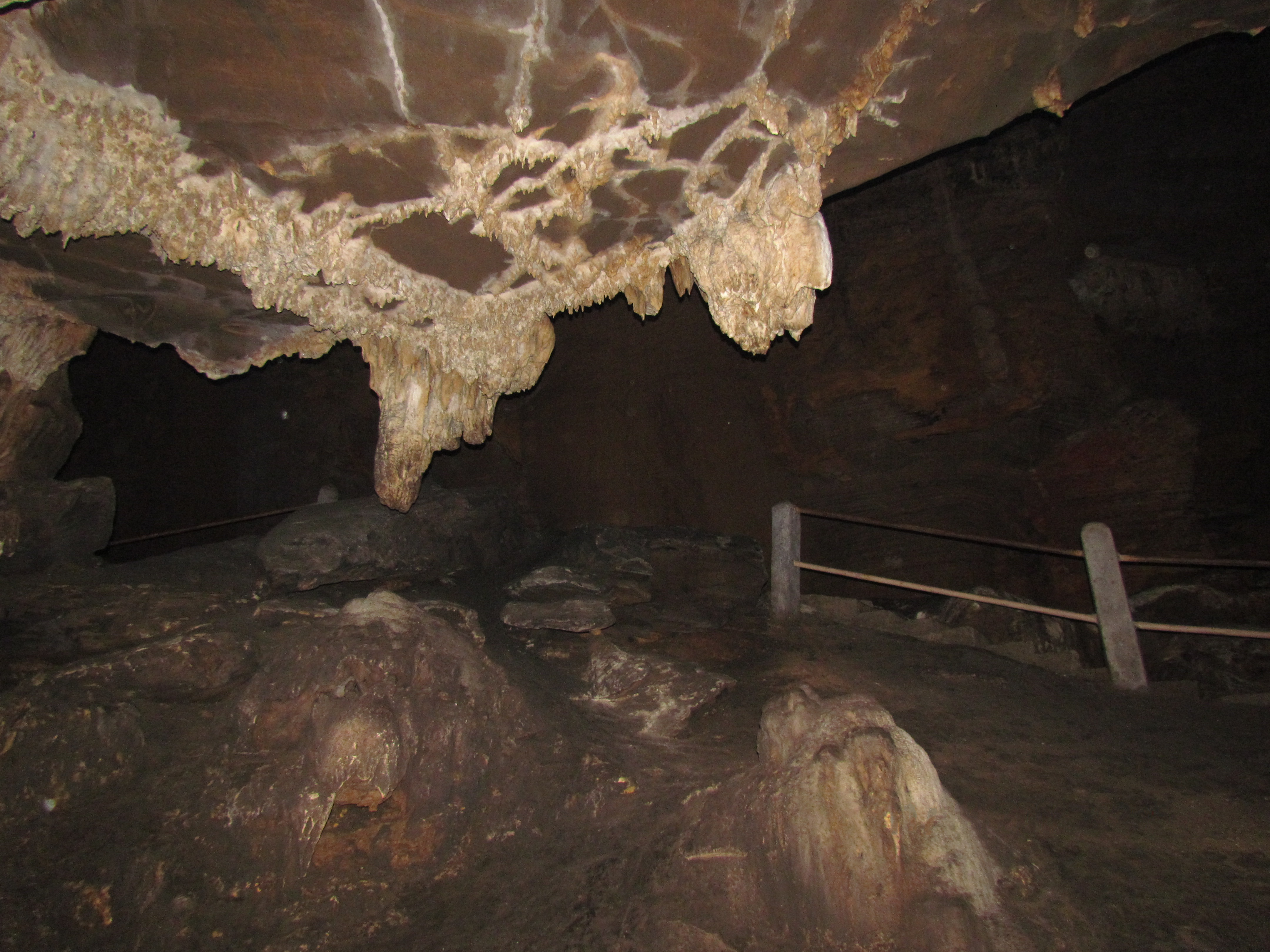
Grottes de Kotumsar.
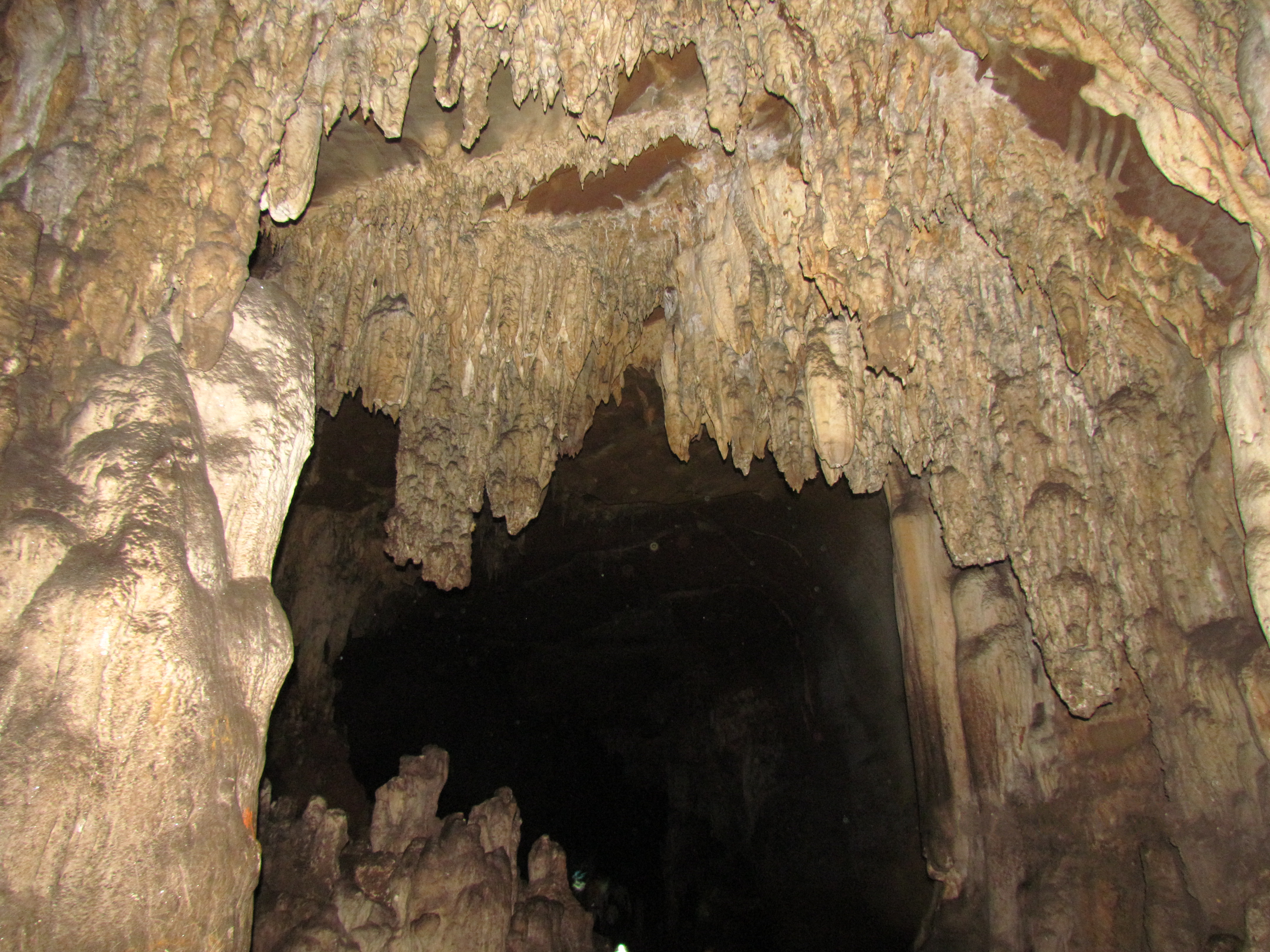
Grottes de Kotumsar.
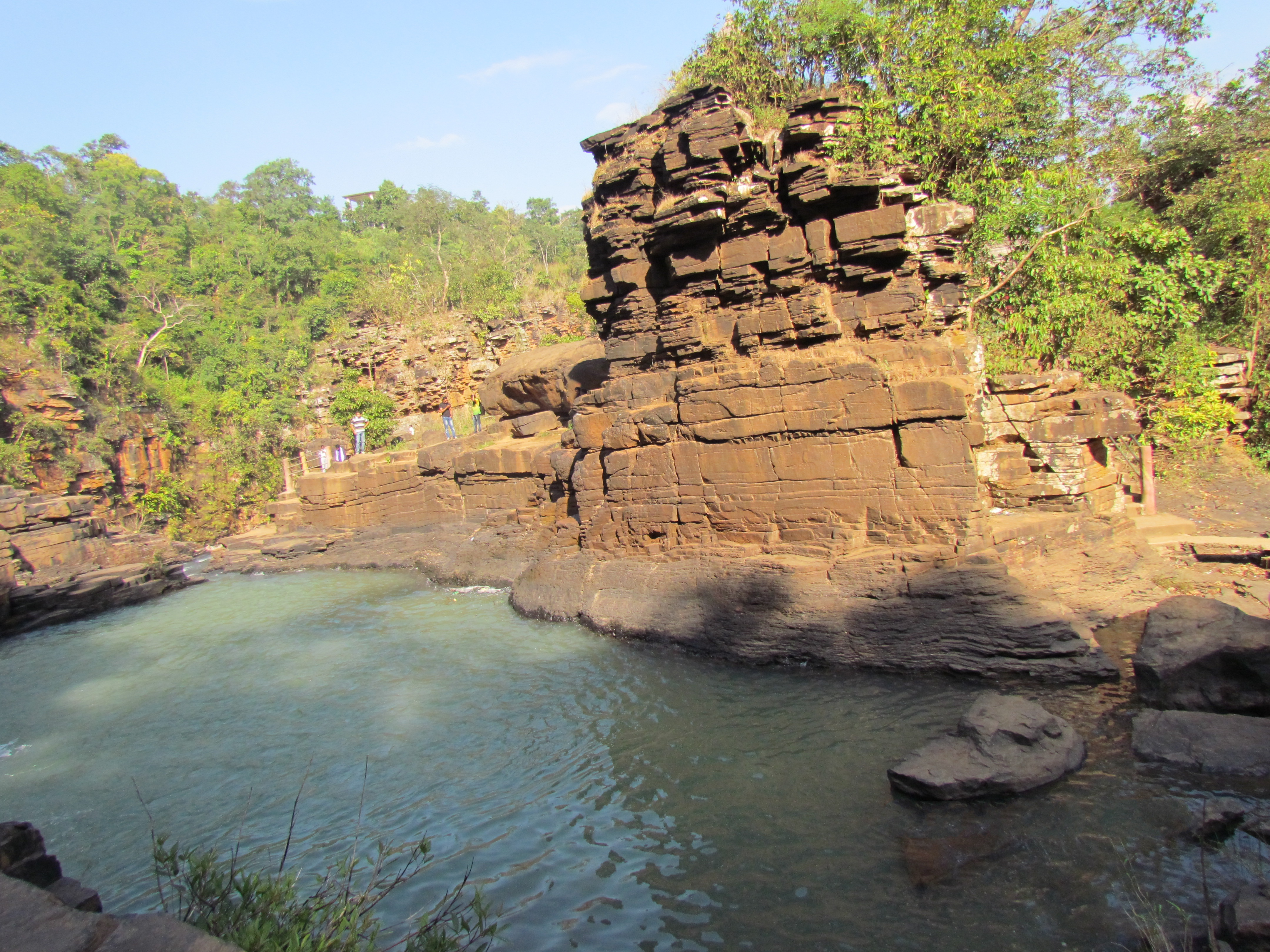
Chutes de Tirathgarh.
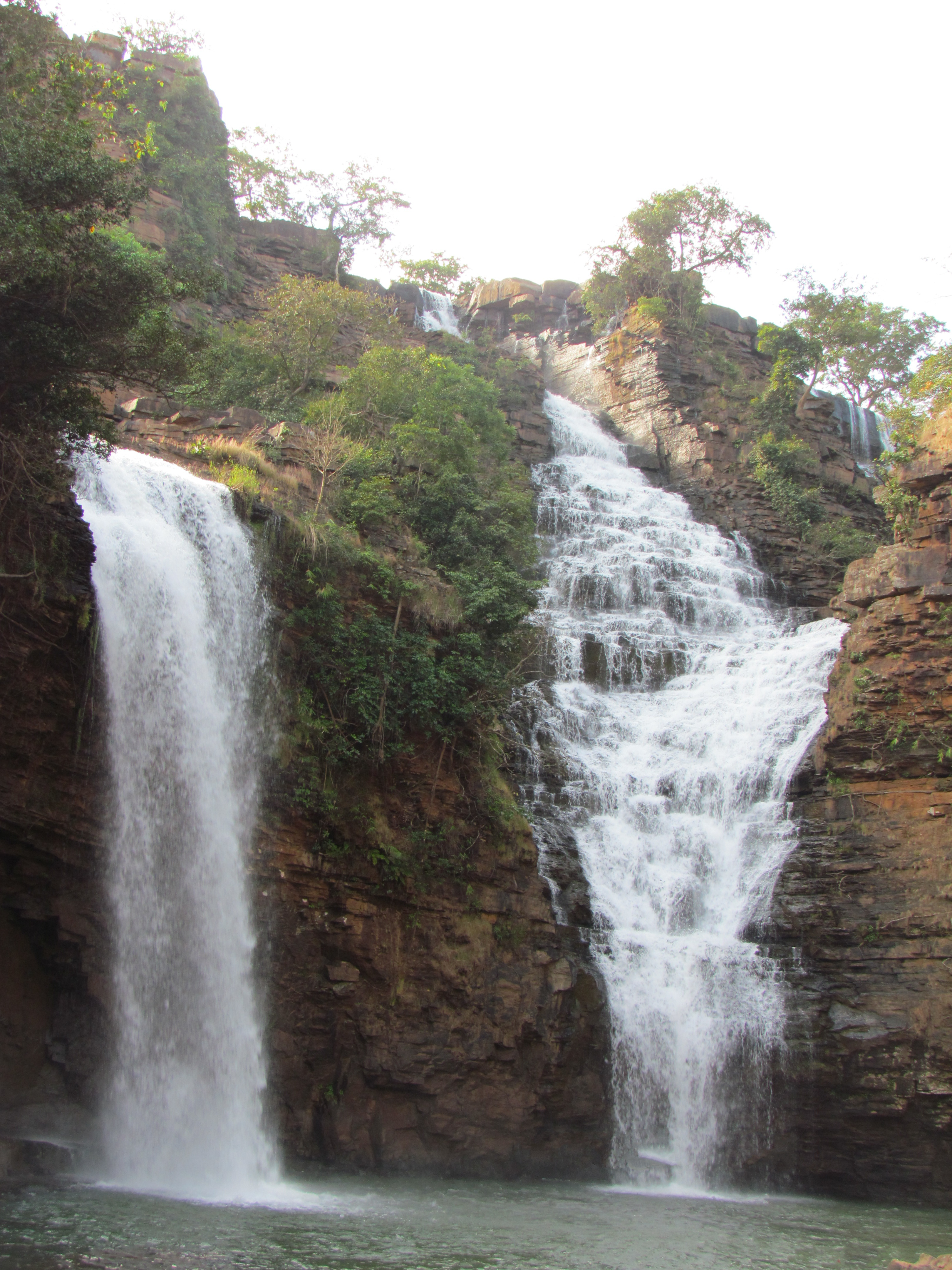
Chutes de Tirathgarh.